# ГНН
ГНН (фр. GNN) — нигерский футбольный клуб из Ниамея. Выступает в чемпионате Нигера. Домашней ареной клуба является стадион генерала Сейни Кунче, вместимостью 35 тысяч зрителей. Клубным цветом команды является красный.

## История
Футбольная команда Национальных сил быстрого реагирования и безопасности (фр. AS des Forces Nationales d'Intervention et Sécurité) была основана в Ниамее (столица Нигера) в 1974 году. В 2010 году спортивный клуб был переименован в честь Национальной гвардии Нигера (фр. AS de la Garde Nationale Nigérienn).
Впервые успеха в чемпионате Нигера команда добилась в 2005 году. С тех пор ГНН завоевал в общей сложности шесть титулов, последний из которых относится к сезону 2023/24. Трижды команда побеждала в Кубке Нигера и дважды играла в финале. В Суперкубке Нигера в активе ГНН имеется три победы и четыре участия в решающем матче.
На международном уровне нигерская команда дебютировала в 2006 году в рамках Лиги чемпионов КАФ, где уступила в предварительном раунде тунисскому «Сфаксьену» с общим счётом 1:7.
В составе команды неоднократно играли футболисты национальной сборной Нигера. В частности цвета ГНН защищали Викторян Адебайор, Мусса Альзума, Идрисса Лауалии и Джибрилла Мусса.

## Достижения
- Чемпион Нигера (6): 2005, 2006, 2011, 2014, 2023, 2024
- Победитель Кубка Нигера (3): 2007, 2018, 2023
- Победитель Суперкубка Нигера (3): 2008, 2010, 2011

## Последние результаты
| Сезон   | Див. | Место | Кубок      |         | Сезон | Див.     | Место      | Кубок |
| ------- | ---- | ----- | ---------- | ------- | ----- | -------- | ---------- | ----- |
| 2011/12 | I    | 6     | 1/4 финала | 2018/19 | I     | 3        | 1/4 финала |       |
| 2012/13 | I    | 2     |            | 2019/20 | I     | отменены | отменены   |       |
| 2013/14 | I    | 1     |            | 2020/21 | I     | 4        | 1/8 финала |       |
| 2014/15 | I    | 3     | 1/2 финала | 2021/22 | I     | 4        | 1/8 финала |       |
| 2015/16 | I    | 3     | 1/8 финала | 2022/23 | I     | 1        | Победитель |       |
| 2016/17 | I    | 4     | 1/4 финала | 2023/24 | I     | 1        | 1/4 финала |       |
| 2017/18 | I    | 2     |            | 2024/25 | I     |          |            |       |

## Континентальный турнир
| Сезон   | Турнир                 | Этап   | Соперник              | Дома       | Гости      | Общий      |
| ------- | ---------------------- | ------ | --------------------- | ---------- | ---------- | ---------- |
| 2006    | Лига чемпионов КАФ     | предв. | Сфаксьен              | 1-3        | 0-4        | 1-7        |
| 2007    | Лига чемпионов КАФ     | предв. | УСМ Алжир             | 2-0        | 1-3        | 3-3 (a)    |
| 2007    | Лига чемпионов КАФ     | первый | Аль-Иттихад (Триполи) | 0-1        | 1-4        | 1-5        |
| 2008    | Кубок Конфедерации КАФ | предв. | Мангаспорт            | 0-2        | 0-3        | 0-5        |
| 2012    | Лига чемпионов КАФ     | предв. | Тоннер Абомей         | 1-1        | 0-1        | 1-2        |
| 2015    | Лига чемпионов КАФ     | предв. | Стад Мальен           | 1-1        | 0-0        | 1-1 (a)    |
| 2018/19 | Кубок Конфедерации КАФ | предв. | Хассания              | 0-0        | 0-4        | 0-4        |
| 2023/24 | Лига чемпионов КАФ     | первый | Дуан Уагадугу         | тех. пор.1 | тех. пор.1 | тех. пор.1 |
| 2024/25 | Лига чемпионов КАФ     | первый | Раджа                 | 1-2        | 0-5        | 1-7        |